# Guaygata mariae
Guaygata mariae är en stekelart som först beskrevs av Sergey A. Belokobylskij 1993.  Guaygata mariae ingår i släktet Guaygata och familjen bracksteklar. Inga underarter finns listade i Catalogue of Life.